# Eulalia Torricelli
Eulalia Torricelli è una canzone del 1946, composta da Gino Redi e Dino Olivieri su testo di Nisa, e interpretata per la prima volta da Gigi Beccaria (Cetra, DC 4573, con lato B Teresin Teresin Teresin). In seguito è stata incisa da numerosi altri cantanti, tra cui Natalino Otto (1946, Fonit 12446, lato B Smarrito cuore), Enrico Gentile, il Quartetto Cetra (1947), The Meteors (1962, Alfa Record NP 340, lato B Movimento twist), Gabriella Ferri (1972) e Claudio Villa (1974).
La canzone fu popolarissima, e per quanto il nome "Eulalia Torricelli" possa oggi apparire desueto, all'epoca in Romagna furono trovate una persona con tale nome ed una con quello del fidanzato di Eulalia, "Giosuè De Rossi", per cui gli autori misero all'inizio della canzone una sorta di "disclaimer" su come si trattasse di un testo d'invenzione, scusandosi per eventuali omonimie.

## Testo
La canzone inizia scherzosamente chiarendo che i personaggi di cui si parla sono stati inventati dagli autori, scusandosi per possibili attinenze con persone reali. Vi si parla di una tale Eulalia Torricelli da Forlì, innamorata della guardia forestale De Rossi Giosuè. Essa viene presentata al pubblico come una persona che "non conoscete" ma "ha gli occhi belli", rispondendo alla domanda "Chi?" con "Eulalia Torricelli da Forlì", e nel verso successivo la si ricorda come proprietaria di tre castelli, che usa per mangiare, per dormire e per amare il fidanzato. Tuttavia Eulalia vorrebbe ufficializzare la loro relazione ("dice: «parliamone a mamma»") ma De Rossi minimizza, anzi di lì a poco parte in treno per la Puglia. Eulalia allora si dispera, tentando il suicidio ingerendo le capocchie dei fiammiferi, gli "zolfanelli" che effettivamente fino a pochi anni prima contenevano fosforo bianco, ed erano tossici anche per contatto accidentale. 
Prima di morire però Eulalia detta il testamento, e qui c'è la parte più ironica e surreale della canzone, che stempera questo breve melodramma: un castello lo lascia a Nisa, uno a Redi e uno al maestro Olivieri, cioè agli autori della canzone e al direttore dell'orchestra. Era infatti la prima volta che nel testo di una canzone si nominavano gli autori. In altre versioni questi nomi vennero talvolta cambiati: ad esempio in una successiva del Beccaria si parla di Gigi stesso, di "Corrado" e del maestro Moietta, mentre nella versione del Quartetto Cetra questi versi un po' surreali vennero normalizzati nella "parrocchia", il "municipio" e l'"ufficio del Fisco".

## Diffusione
La canzone ebbe un enorme successo, divenne un tormentone e mise sulla bocca di tutta Italia la città di Forlì. Delle diverse versioni successive si distacca quella di Gabriella Ferri: inserita nel 1972 nell'album L'amore è facile, non è difficile, venne trasformata in un fox-trot che evidenziava i tratti più malinconici del testo, proprio come la cantante aveva fatto con un'altra canzone brillante, Dove sta Zazà.